# Julian Mickiewicz
Julian Mickiewicz (ur. ok. 1838 roku - zm. 5 listopada?/17 listopada 1864 w Kownie) – komisarz powstańczy województwa kowieńskiego w czasie powstania styczniowego. 
Pochodził z rodziny szlacheckiej rodem z powiatu wiłkomierskiego (choć jak zauważył Wacław Studnicki, szlachectwo nie było zatwierdzone przez heroldię), był synem Benedykta Mickiewicza. Ukończył akademię chirurgiczną w Petersburgu. Po ukończeniu studiów zamieszkał w folwarku Borciszki, należącym do jego brata Klemensa, gdzie wykonywał zawód wolnego lekarza. W powstaniu styczniowym mianowany komisarzem na województwo kowieńskie, zajmował się, jak zaświadczają materiały sądowe tłumaczone przez Studnickiego, czynnym rozporządzeniem ku podtrzymaniu w gub. Kowieńskiej propagandy rewolucyjnej, za co został skazany na śmierć przez powieszenie. 